# Irakli Chotadzé
Irakli Chotadzé (né en 1983 à Tbilissi) est un homme politique et avocat géorgien qui a occupé le poste de procureur général du pays en 2015-2018 et de nouveau depuis le 18 février 2016. Il a auparavant été enquêteur et avocat au ministère des Finances et pour le bureau du procureur.

## Biographie
En 2005, il est diplômé de la Faculté de droit de l'Université d'État de Tbilissi.
Il a commencé sa carrière au Bureau du procureur de Géorgie en mars 2006 et a occupé les postes suivants :
- 7 mars 2006 - 3 avril 2006 : Spécialiste du Département du soutien du personnel du Bureau du procureur général de Géorgie
- 4 octobre 2006 - 28 juillet 2009 : Procureur du bureau du procureur du district de Didoube-Tchoughoureti à Tbilissi
- 28 juillet 2009 - 10 septembre 2010 : Département des enquêtes des ministères des finances, de l'environnement et des ressources naturelles
- 10 septembre 2010 - 5 novembre 2012 : Chef adjoint de la Division de Tbilissi du Département des enquêtes
- 5 novembre 2006 - 14 juin 2013 : chef adjoint du service des enquêtes
- 24 juillet 2013 - 21 novembre 2013 : chef du service des enquêtes

Il est élu le 19 novembre 2015 par le Parlement géorgien en tant que procureur général. Cependant, il est contraint de démissionner en 2018 au milieu d'un scandale profond concernant la tentative de son bureau de dissimuler l'implication du neveu d'un responsable dans le meurtre de deux adolescents. Après deux ans de démission, il est réélu par le même Parlement au poste.